# نادي هاماربي
نادي هاماربي لكرة القدم (بالسويدية: Hammarby IF Fotbollförening؛ ويعرف أيضًا باسم Hammarby Fotboll أو Hammarby اختصارًا؛ التلفظ السويدي: ‎[ˈhâmːarˌbyː]‏) نادي كرة قدم سويدي من العاصمة ستوكهولم تأسس في عام 1915.
أُسس النادي في حي سودرمالم الواقع في وسط مدينة ستوكهولم ومقرّه ملعب تيل2 أرينا الواقع في حي يوهانشوف. ينشط النادي في دوري الدرجة الأولى السويدي، الدوري السويدي الممتاز، المعروف محلِّيًّا باسم "ألسفنسكان". يحتل النادي المركز الثاني عشر في الترتيب التاريخي لأندية الدوري السويدي الممتاز وقد سبق له أن فاز بالدوري في مناسبة واحدة عام 2001.
ألوان النادي الأخضر والأبيض ويظهر ذلك على شعاره وطقمه. كان النادي يلعب على أرضه في الفترة ما بين عامي 1918 و1978 بأطقم مخططة بالأسود والأصفر، أما الآن فقد أصبح يستخدم الألوان حصريًّا في المباريات خارج الديار.
يُعرف النادي بمناصريه الصاخبين وبكونه النادي الذي يملك متوسط الحضور الأعلى في جميع الدول النوردية. كان مشجعو هاماربي أول من أدخل أناشيد وأغاني كرة القدم إلى المدرجات السودية في 1970، متأثرين بجماهير إنجلترا.
هاماربي أحد أكبر أندية كرة القدم في أوروبا من حيث عدد اللاعبين النشطين في مختلف الفئات العمرية حيث يصل مجموعهم في النادي إلى حوالي 3،000 لاعب.
النادي تابع لاتحاد ستوكهولم لكرة القدم، وهو أحد أقسام اتحاد السويد لكرة القدم الأربعة والعشرين.

## التاريخ

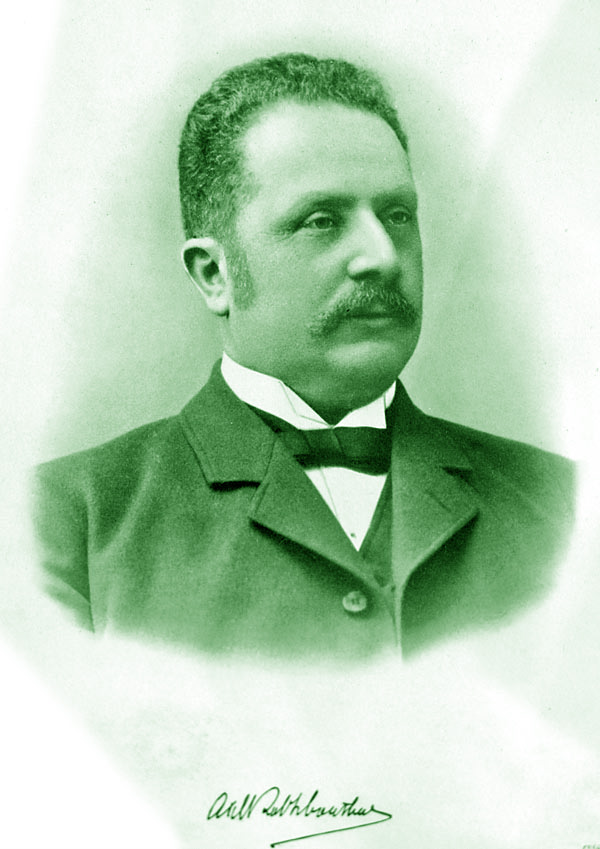
مؤسس النادي آكسل روبيرت شونتهال

في عام 1889، أُسس "اتحاد هاماربي للتجديف" (Hammarby Roddförening) في حي سودرمالم الواقع بمدينة ستوكهولم من قِبَل المهندس آكسل روبيرت شونتهال (Axel Robert Schönthal) الذي كان مؤسس النادي ورئيسه الأول. وبحلول عام 1897، كان النادي قد وُسّع ليتبنى رياضاتٍ أخرى وأعديت تسميته إلى "نادي هاماربي للرياضات" (Hammarby Idrottsförening أو Hammarby IF اختصارًا).

### من 1915 إلى أربعينيات القرن العشرين: تأسيس نادي كرة القدم
في عام 1915، بُني ملعبُ "هاماربي إي بيه" (Hammarby IP) في حي سودرهام ونظرًا لقلَّة ملاعب كرة القدم في مدينة ستوكهولم آنذاك، عرضت عدة أندية على النادي الاندماج من أجل الحصول على خدمات الملعب. وقُبل منها عرضُ نادي كلارا إس كو (Klara SK) وأَسَّس هاماربي قسمَ كرةِ قدم بتاريخ 13 أغسطس 1915. وبعد يومين فقط من هذا التأسيس، لعب النادي مباراتَه الرسمية الأولى وفاز فيها بنتيجة 5–0 أمام نادي فيستيروس إس كو في دوري "Östsvenska serien" المحلي. في عام 1916، شارك النادي لأول مرة في منافسة Svenska Mästerskapet (أي البطولة السويدية)، وهي منافسة كرة القدم التي كانت تُقرر بطل السويد في الفترة ما بين 1896 و1925. في عام 1918، اندمج النادي مع نادٍ آخر هو "يوهانسهوفس إي إف" من حي يوهانسهوف المُجاور.
شارك هاماربي في عام 1920 لأول مرة في Svenska Serien (الدوري السويدي) الذي كان آنذاك دوريَّ الدرجة الأعلى في السويد قبل أن يخلفه الدوري السويدي الممتاز في 1924. كان للنادي حضور قوي في السنوات التالية حيث وصل إلى نهائي البطولة السويدية في 1922 والذي خسره بنتيجة 1–3 أمام غايس غوتنبرغ.
كان هاماربي ضمن ركب المتأهلين للنسخة الأولى من الدوري السويدي الممتاز التي أُقيمت عام 1924. وبتاريخ 3 أغسطس من ذات العام، بات لاعب النادي ريكارد لارسون أول لاعب يسجل للنادي في الدوري السويدي الممتاز، واللاعبَ الذي سجل هدف المنافسة الأولَ على الإطلاق، وذلك في مباراة خسرها النادي بنتيجة 1–5 أمام أورغريته. وانتهى بالنادي المطاف في المركز الأخير في نسخة 1924–25 من الدوري السويدي الممتاز ليهبط إلى الدرجة 2 التي كانت آنذاك ثاني أعلى درجات الدوري في السويد (الرابعة حاليًّا).

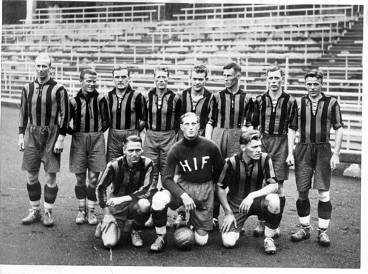
فريق هاماربي في 1934.

لم يكن لهاماربي في السنوات القادمة أي وزن حقيقي في كرة القدم السويدية. هاجر عدة من نجوم النادي إلى الولايات المتحدة وانتقل بعضهم إلى نوادٍ أخرى بينما فضَّل آخرون التخلي عن كرة القدم والانضمامَ إلى نادي هاماربي لهوكي الجليد (1921–2008). وتُوِّج النادي بنسختي 1936–37 و1937–38 من الدرجة 2، لكنه فشل في كلتا المناسبتين في عبور المباريات الفاصلة التي كانت لتُعيده إلى الدوري السويدي الممتاز. ونجح هاماربي أخيرًا في الصعود إلى الدوري الممتاز في موسم 1938–39 حيث تفوق على نادي نورشوبينغ بفضل الأداء الاستثنائي لحارس الفريق آنذاك سفين "سفين بيركا" بيرفيكست.
تجرَّع النادي مرارة الهبوط مرة أخرى حين حلَّ أخيرًا في موسم 1939–40. وكان في كلٍّ من السنوات الست التي تلت ذلك ضمن الأربع الأوائل في الدرجة 2. لكنه عاد ليحل أخيرًا في موسم 1946–47 ليهبط مباشرة إلى الدرجة 4 وذلك بسبب إعادة الهيكلة التي شهدها نظام الدوري في ذلك الموسم.

### الخمسينيات والستينيات: حلقة من التذبذب

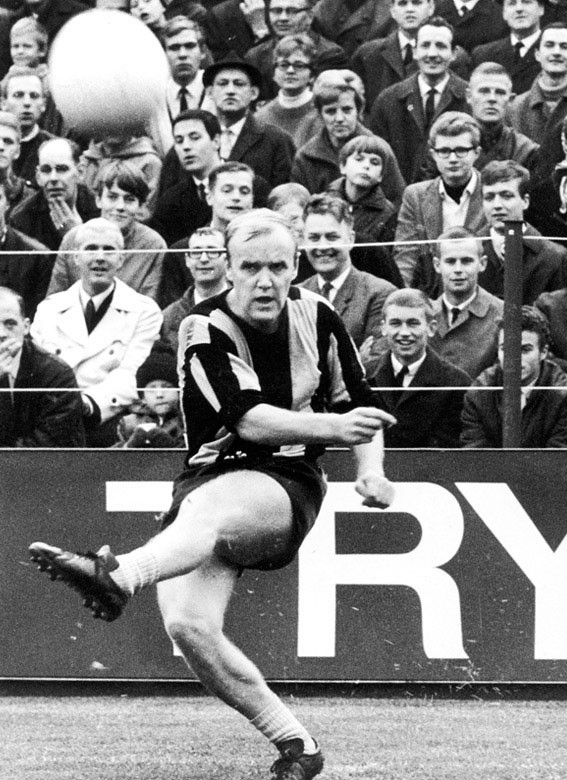
كان ناكا سكوغلاند أحد أبرز لاعبي هاماربي وأشهرهم.

لم يعد هاماربي إلى ثاني أعلى درجة في نظام كرة القدم السويدي حتى موسم 1950–51. وعاد النادي في موسم 1954–55 إلى الدوري الممتاز وأنهى هذه المرة في المركز السادس ضامنًا بقاءه لموسم آخر. وعانى النادي في الفترة ما بين 1955 و1970 من تذبذب في الأداء والنتائج حيث ما فتئ يهبط ويصعد بين الدوري الممتاز والدرجة 2.
عاد لينارت سكوغلاند الملقب ناكا، والذي يعتبر أحد أفضل لاعبي الدوري السويدي على مر التاريخ، إلى صفوف النادي بعد أن كان قد لعب له في الفترة ما بين 1944 و1949، ليلعب بقميصه ثلاثة سنوات أخرى ما بين 1964 و1967. وفي أول مباراة له بعد العودة، سجل ناكا هدفًا من ركلة رُكنية وذلك بعد دقائق قليلة من بداية المباراة. وفي عام 1984، نصب النادي تمثالًا له باسم "Nackas Hörna" (أي ركنيةُ ناكا) يصوره وهو على وشك تسديد تلك الركنية الشهيرة.

### السبعينيات والثمانينيات: سنوات من الثبات في الدوري الممتاز
لم يحرز هاماربي في كامل فترة الربيع من موسم 1970 من الدوري السويدي الممتاز سوى ثلاثَ نقاط، إلا أنه تدارك نفسه وتحسن بشكل دراماتيكي إبان الخريف. بقيادة نجومٍ ككينيث أولسون وروني هيلستروم، وبمساندة جمهورٍ جرَّب أناشيد التشجيع للمرة الأولى، أتمَّ الفريق فترة الخريف بدون تلقي أي خسارة تذكر. ورغم بدايته الكارثية، استطاع الفريق أن ينهي الموسم في المركز الخامس، وكان آنذاك أعلى ترتيب يصله النادي في تاريخ مشاركته في الدوري الممتاز. وحافظ النادي على مكانه في الدوري الممتاز لما تبقى من السبعينيات وشدَّ جماهير كبيرة إلا أنه لم يستطع في تلك الفترة تحقيق مركز أعلى من المركز الخامس. وغيَّر النادي في عام 1978 ألوانه من الأسود والأصفر إلى الأخضر والأبيض.
.في موسم 1982، أُدرج نظام جديد في كرة القدم السويدية يقضي بإقامة مواجهات فاصلة بين الفرق الثمانية الأولى في الدوري الممتاز تقرر بطل السويد. كانت المواجهات الفاصلة مكوَّنة من مباراتي ذهاب وإياب تحدِّد الفائزَ نتيجتُهما الإجمالية. كان النادي قد أنهى الموسم في المركز الثاني ولم يخسر أي مباراة على أرضه. وتغلب في ربع النهائي على أورغريته وعكس تأخره بنتيجة 1–3 في نصف النهائي ليحقق فوزًا صعبًا بنتيجة 4–3 أمام إلفسبورغ ليتأهل بذلك لمواجهة غوتبورغ في النهائي. تفوق هاماربي على خصمه في مباراة الذهاب بنتيجة 2–1، إلا أنه خسر مباراة الإياب بنتيجة 1–3 على ملعبه الذي كان مكتظًا بالجماهير.
في السنة التالية، أنهى هاماربي الموسم في المركز الخامس، لكنه خسر في المواجهات الحاسمة أمام أيك. وفي إطار منافسة كأس السويد، وصل هاماربي إلى النهائي لكنه خسره أمام غوتبورغ. وبما أن الغانم باللقب غوتبورغ كان قد تأهل إلى كأس الاتحاد الأوروبي، ظفر الوصيف هاماربي بمقعده في كأس الكؤوس الأوروبية وكانت تلك أول مرة يشارك فيها هاماربي في منافسة دولية، وأُقصي من دورها الثاني بعد خسارته أمام نادي هكا الفنلندي. وكان هاماربي ضمن الست الأوائل في الدوري في كل موسم وصولًا إلى 1987.
في عام 1988، حل هاماربي أخيرًا في جدول الدوري وهبط إلى دوري الدرجة الثانية. ورغم أن الفريق تصدَّر ترتيب الدرجة الثانية في 1989، إلا أنه عاد ليتذيّل ترتيب الدوري الممتاز مرة أخرى في 1990.

### التسعينيات وعقد 2000: تسعينيات عسيرة، إعادة هيكلة النادي، التتويج الأول

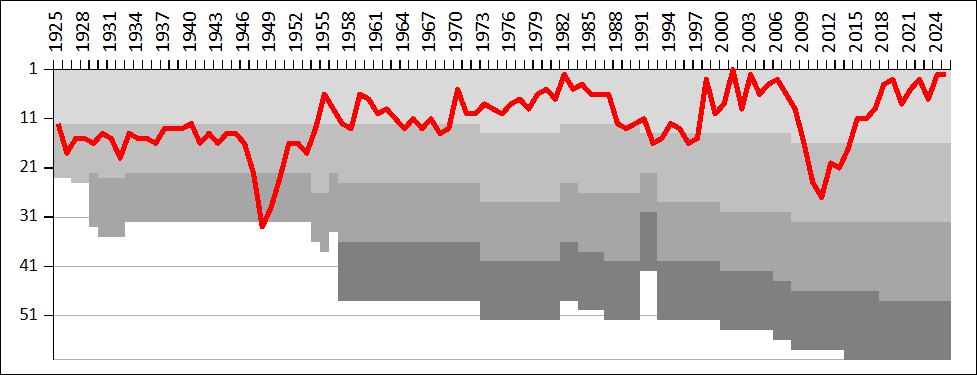
رسمٌ بياني يوضح تقدم نادي هاماربي في نظام دوري كرة القدم السويدي. تمثل تدرجات الرمادي المختلفة درجات الدوري المتعددة.

بقي هاماربي في الدرجة الثانية في سنوات 1991 و1992 وفي 1993 تصدر ترتيب دوري الدرجة الثانية ليصعد من جديد إلى الدوري الممتاز. وفي موسم 1995 من الدوري الممتاز، حل النادي أخيرًا في الترتيب وعاد للهبوط مرة أخرى. ولم يعد إلى الدوري الممتاز إلا في موسم 1998 والذي أنهاه في المركز الثالث.
كان النادي يعاني من مشاكل مالية قبل انطلاق موسم 2001 ولذلك توقع الخبراء والمحللون أنه سينهي الموسم في المراكز الأخيرة. وبحلول منتصف موسم 2001 أُبلغ مدرب الفريق سورين كراتز أن عقده لن يُمدَّد لأن مجلس النادي الإداري يريد لهاماربي أن يلعب كرة قدم إيجابية وهجومية وممتعة، وهو ما يغيب في أسلوب المدرب بحسب المجلس. إلا أن النادي تصدر ترتيب الدوري وفي مباراته ما قبل الأخيرة والتي جمعته بنادي أورغريته بتاريخ 21 أكتوبر 2001، فاز النادي بالمباراة بنتيجة 3–2 ليتوج بالدوري السويدي الممتاز لأول مرة في تاريخه.
استقر هاماربي في الدوري الممتاز في ما تبقى من عقد 2000، حيث أنهى موسم 2003 في المركز الثاني وشارك في الدور التأهيلي الثاني والجولات الأولى من الدوري الأوروبي 2004–05. وفي موسم 2006 حلَّ ثالثًا في الدوري ليتأهل بذلك إلى كأس إنترتوتو، وفاز في الأخيرة بمباراة الجولة الثالثة ما أهله إلى الدور التأهيلي الثاني والجولات الأولى من كأس الاتحاد الأوروبي 2007–08.
في عام 2007، أنهى هاماربي الموسم في المركز السادس ولم يتأهل إلى أي من المسابقات الأوروبية. وأنهى في عام 2008 تاسعًا. أما عام 2009 فقد كان عامًا كارثيًّا بالنسبة للنادي حيث تذيل الترتيب ليهبط إلى سوبرتان، دوري الدرجة الثانية في النظام الحالي لكرة القدم السويدية.

### 2010–2014: سوبرتان
كان موسم النادي في سوبرتان 2010 مخيبًا لآمال مشجعي الفريق الذين ودوا أن لا تطول إقامة النادي في دوري الدرجة الثانية، حيث حلَّ الفريق في المركز الثامن. وكان أداء الفريق مغايرًا في نسخة 2010 من كأس السويد حيث تفوق فيه على عدة فرق منتمية للدوري الممتاز قبل أن يخسر النهائي بنتيجة 0–1 أمام نادي هلسينغبورغ. وفي موسم 2011 من السوبرتان، أنهى النادي في المركز الحادي العشر وكان أسوأ ترتيب عامٍّ له منذ 64 سنة.
جمعت آخر مباريات الموسم هاماربي بنادي آنغلهولمس، وكان هاماربي في طريقه للهبوط إلى الدرجة الثالثة لولا هدف سيباستيان بوياسين في الدقيقة الخامسة والتسعين، الذي ضمن بشق الأنفس بقاء الفريق في الدرجة الثانية. وبعد نهاية موسم 2011، ألغى هاماربي رسميًّا فريق ناشئيه الذي كان قد أسسه في عام 2003. أنهى النادي موسم 2012 و2013 من دوري الدرجة الثانية في المركزين الرابع والخامس تواليًا. ونجح في عام 2014 في خطف بطاقة التأهل إلى الدوري الممتاز وذلك خلال آخر جولات الدوري متصدرًا الترتيب.

### 2015–الآن: العودة إلى دوري الأضواء
بدأ النادي موسم 2015 بخطى واثقة حيث فاز على غريمه المحلي أيك سولنا بنتيجة 2–1 في نسخة 2014–15 من كأس السويد وكانت تلك المباراة أول مباراة ديربي ستوكهولم يكون هاماربي طرفًا فيها منذ عام 2009. أتبع هاماربي ذلك بفوزٍ بنتيجة 2–0 على نادي هكن في فاتحة جولات الدوري، وفي الجولة الرابعة هزم غريمه المحلي الآخر يورغوردينس بنتيجة 2–1. إلا أن فاعليته لم تستمر في فترة الصيف حيث لعب 10 مباريات متتالية في الدوري بدون تسجيل أي فوز يذكر، قبل أن يتمكن أخيرًا من إلحاق الهزيمة بنادي فالكنبرغ بنتيجة 3–0. وانتهى به الموسم في المركز الحادي عشر في أول مشاركة له في الدرجة الأولى منذ عام 2009.
لم يحقق النادي ذلك التقدم الكبير في موسمي 2016 و2017 حيث أنهى في المركزين الحادي عشر والتاسع تواليًّا، لكن أداءه في الديربيات المحلية كان أفضل. ففي 2016، تغلب هاماربي على غريمه المحلي يورغوردينس في كلٍّ من المباريات الثلاث التي جمعتهما. وفي 2017، انتهى لقاؤهما الأول بالتعادل وشهد الثاني فوزًا آخر لهاماربي. أما غريمه الجار الآخر، أيك سولنا، فقد تمكن في موسم 2016 من إلحاق الهزيمة بماهاربي بنتيجة 3–0 في اللقاء الأول الذي جمعهما في الدوري بينما انتهى الثاني بالتعادل السلبي. أما على صعيد الكأس فقد التقى الفريقان في ربع النهائي وكانت الغلبة لماهاربي بعد الاحتكام لركلات الترجيح (انتهى الوقت الأصلي بنتيجة 1–1). وفي موسم 2017، فاز هاماربي في اللقاء الأول الذي جعمهما بنتيجة 2–1 وانتهى الثاني بالتعادل الإيجابي بين الفريقين بهدف لمثله. وعلى الرغم من تفوق هاماربي على غريمَيْه في المواجهات المباشرة، إلا أنهما كانا أعلى ترتيبًا منه في الدوري في كلا الموسمين.
تحسن أداء الفريق تحسنًا جذريًّا في موسم 2018 مع تعيين المدرب الجديد ستيفان بيلبورن حيث أنهى النادي الموسم وهو في المركز الرابع في ترتيب الدوري. وفي موسم 2019، نجح الفريق في تعويض بداياته السيئة بسلسلة انتصارات دامت ثماني جولات (من الجولة الثانية والعشرين إلى الجولة الثلاثين) ليحقق بذلك المركز الثالث في الدوري الممتاز ويتأهل إلى نسخة 2020–21 من الدوري الأوروبي. وأُقصي هاماربي من الأخيرة في دورها التأهيلي الثاني بعد خسارته أمام لخ بوزنان البولندي، وكانت هذه أول مشاركة قارية للنادي منذ ما يزيد على عقد من الزمن.

## هوية النادي

### الألوان والشعار
عند تأسيس "اتحاد هاماربي للتجديف" عام 1889، كان شعار النادي مكونًا من علمٍ أبيض عليه ثلاثة خطوط أفقية خضراء. واستلهم هذا التصميم من شعاري ناديين منافسين من أندية التجديف في ستوكهولم آنذاك حيث كان شعاراهما يتكونان من علم أبيض عليه خطان أحمران في واحد وأزرقان في الآخر، لكنه فضَّل اللون الأخضر لكونه يرمز للأمل. وأضاف النادي الخط الثالث لشعاره بعدما اكتشف أن نادي غوتبورغس يعتمد علمًا أبيض وأخضر مماثلًا به خطان.

### الطقم
وعندما أسس نادي هاماربي نادي كرة القدم الخاص به عام 1915، قرر أن يكون قميصه كالآتي: قبعةٌ بيضاء عليها نجمة ذات خمس فروع، وقميص أبيض على صدره أحرف تختصر اسم النادي "HIF"، وبناطيل قصيرة بيضاء، وجوارب سوداء. وعقب اندماج النادي مع نادي يوهانشوف عام 1918، تبنى فريق كرة القدم طقم يوهانشوف المكون من قمصان مخططة بالأصفر والأسود، وبناطيل قصيرة زرقاء، وجوارب سوداء مخططة بالأصفر. وكان نادي هاماربي لرياضة الباندي أول قسم بالنادي يرتدي الطقم الجديد، ثم لحقه نادي كرة القدم بعد وقت قصير.
وفي الستينيات، غير النادي لون بناطيله القصيرة من الأزرق للأسود. حيث أن "ناكا" سكوغلاند تبرع للنادي لدى عودته لهاماربي في 1964 ببناطيل قصيرة سوداء حيث رأى أن بناطيل الفريق الزرقاء كانت فظيعة المنظر.
في عام 1978، وبعد مرور 60 عامًا على اتحاد ناديي هاماربي ويوهانشوف، غير هاماربي ألوانه التي يلعب بها على أرضه من الأسود والأصفر إلى قمصان بيضاء وبناطيل قصيرة خضراء وجوارب بيضاء. وفي 1997، عادت القمصان المخططة لكن هذه المرة بالأبيض والأخضر مرفوقة ببناطيل خضراء وجوارب بيضاء. واحتفظ النادي باللونين الأصفر والأسود مخصصًا إياهما لأطقم المباريات خارج الديار والأطقم الاحتياطية. ومنذ عام 1997، لم تحدث أي تغييرات دائمة على القمصان الأساسية المخططة بالأبيض والأخضر ولا على القمصان الثانوية المخططة بالأسود والأصفر. حيث كانت الاستثناءات الوحيدة في عام 2002 وفي الفترة ما بين 2014 و2016 والتي ارتدى فيها النادي أطقمًا بيضاء بالكامل، وفي عام 2011 الذي كان فيه طقم النادي الاحتياطي رماديًّا بالكامل.

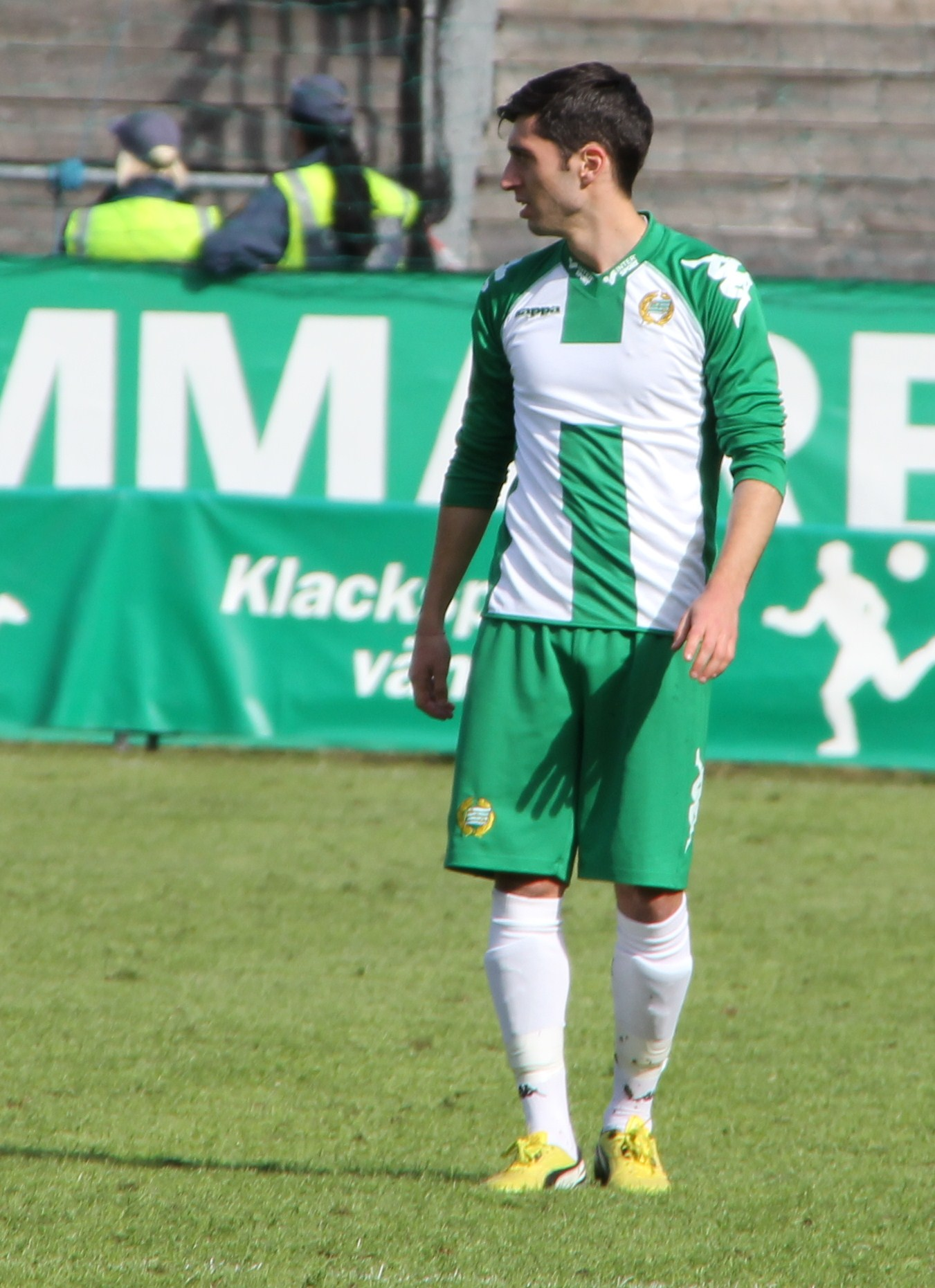
لاعب وسط هاماربي السابق ناهير بيسارا وهو يرتدي طقم الفريق الأساسي لعام 2013.

الشركة المسؤولة عن إنتاج طقم النادي هي شركة كرافت السويدية الواقع مقرها ببوروس. وكانت شعارات الشركات الراعية التالية ظاهرة على طقم النادي في عام 2020: جوبمان، وهي شركة لإنتاج لباس العمل اليدوي، وفولكس فاجن المصنعة للمركبات، وشركة الألبسة الرياضية العالمية إنترسبورت، والمرتهن سيفينا بانتبانك، والشركة المشغلة للعبارات البحرية سيليا لاين، وشركة النقل بي إس تي، وشركة الفواكه والخضروات غرونساكشويت، وشركة فرونتا التجارية، وشركة كلونتون المتخصصة في تقدير وقياس تكاليف وأسعار أعمال البناء والتشييد وإدارتها، وشركة الرهان على الإنترنت الراعية للدوري يوبينيت، والتي يوجد شعارها على الكم الأيمن من قمصان جميع أندية الدوري السويدي الممتاز.
| الفترة    | الشركة المنتجة للطقم | راعي القميص (على الصدر)         |
| --------- | -------------------- | ------------------------------- |
| 1994–1995 | بوما                 | أودسيت                          |
| 1996–1998 | بوما                 | فولكسام أو أودسيت               |
| 1999      | بوما                 | فولكسام أو فالكون               |
| 2000–2001 | بوما                 | فولكسام أو فالكون أو كونغسيرنين |
| 2002–2003 | بوما                 | كوب                             |
| 2004–2005 | بوما                 | سيمنز                           |
| 2005–2006 | كابا                 | سيمنز                           |
| 2006      | كابا                 | بين كيو-سيمنز                   |
| 2007      | نايكي                | يونيسف                          |
| 2008–2009 | نايكي                | فنلاكس                          |
| 2010–2011 | نايكي                | بيبسي                           |
| 2011      | كابا                 | بيبسي                           |
| 2012      | كابا                 | غير موجود                       |
| 2013      | كابا                 | هيبرالايف                       |
| 2014      | كابا                 | هيبرالايف                       |
| 2015–2017 | بوما                 | إل فاو                          |
| 2018      | بوما                 | جوبمان                          |
| 2019–     | كرافت                | جوبمان                          |

## الملكية والتمويل

### الملكية
أعيد تنظيم نادي هاماربي في عام 1999 على شكل منظمة جامعة، حيث أن كل قسم رياضي بالنادي انفضل ليؤسس ناديه المستقل. وسُمي نادي كرة القدم هاماربي فوتبولفرنينغ (Hammarby IF Fotbollförening؛ واختصارًا Hammarby IF FF).
وفي عام 2001، جزَّأ نادي كرة القدم فرق أ وب وفريق النائشين التابعة له إلى وحدات قانونية منفصلة. وأُسست شركة محدودة تحت مسمى هاماربي فوتبول آ بي (Hammarby Fotboll AB) يملك فيها نادي كرة القدم الأصلي حصة أغلبية. في السويد، تُنظَّم جميع الفرق الرياضية على أساس أنها منظمات غير ربحية، ما يعني أن غالبية حقوق التصويت، ووفقًا لقاعدة الـ51%، يتحكم بها أعضاء النادي.
كانت مجموعة آنشوتز الترفيهية (Anschutz Entertainment Group)، مؤسسةُ ومالكة نادي لوس أنجلوس غلاكسي الناشط في الدوري الأمريكي لكرة القدم، أكبرَ المستثمرين ومساهمة أقلية في نادي هاماربي فوتبول آ بي ما بين عامَي 2001 و2019.
وبتاريخ 27 نوفمبر 2019، أعلن النادي أن زلاتان إبراهيموفيتش، وهو لاعب كرة قدم سويدي يعتبره الكثيرون أفضل لاعب سويدي في تاريخ الرياضة، قد استحوذ على نسبة 23.5% من الأسهم القائمة بهاماربي، ما يعني أن حيازة مجموعة آنشوتز قد انخفضت إلى النصف.

### التمويل
تصل قيمة أسهم النادي 50 مليون كرونة سويدية. وكان مجموع إيرادات النادي 193.5 مليون كرونة في عام 2019. ووصلت قيمة أغلى صفقة انتقال للاعب من هاماربي 52 مليون كرونة (ما يعادل 4.8 مليون يورو في ذلك) وكانت صفقةَ انتقال المدافع الإيفواري أوديلون كوسونو إلى نادي كلوب بروج البلجيكي في عام 2019. وقد تعاقد النادي قبيل انطلاقة عام 2021 مع المهاجم أستريت سلماني مقابل مبلغ قُدّر بـ7-8 مليون كرونة ليصبح بذلك صفقة تعاقد للنادي في تاريخه.

## مناصرو النادي

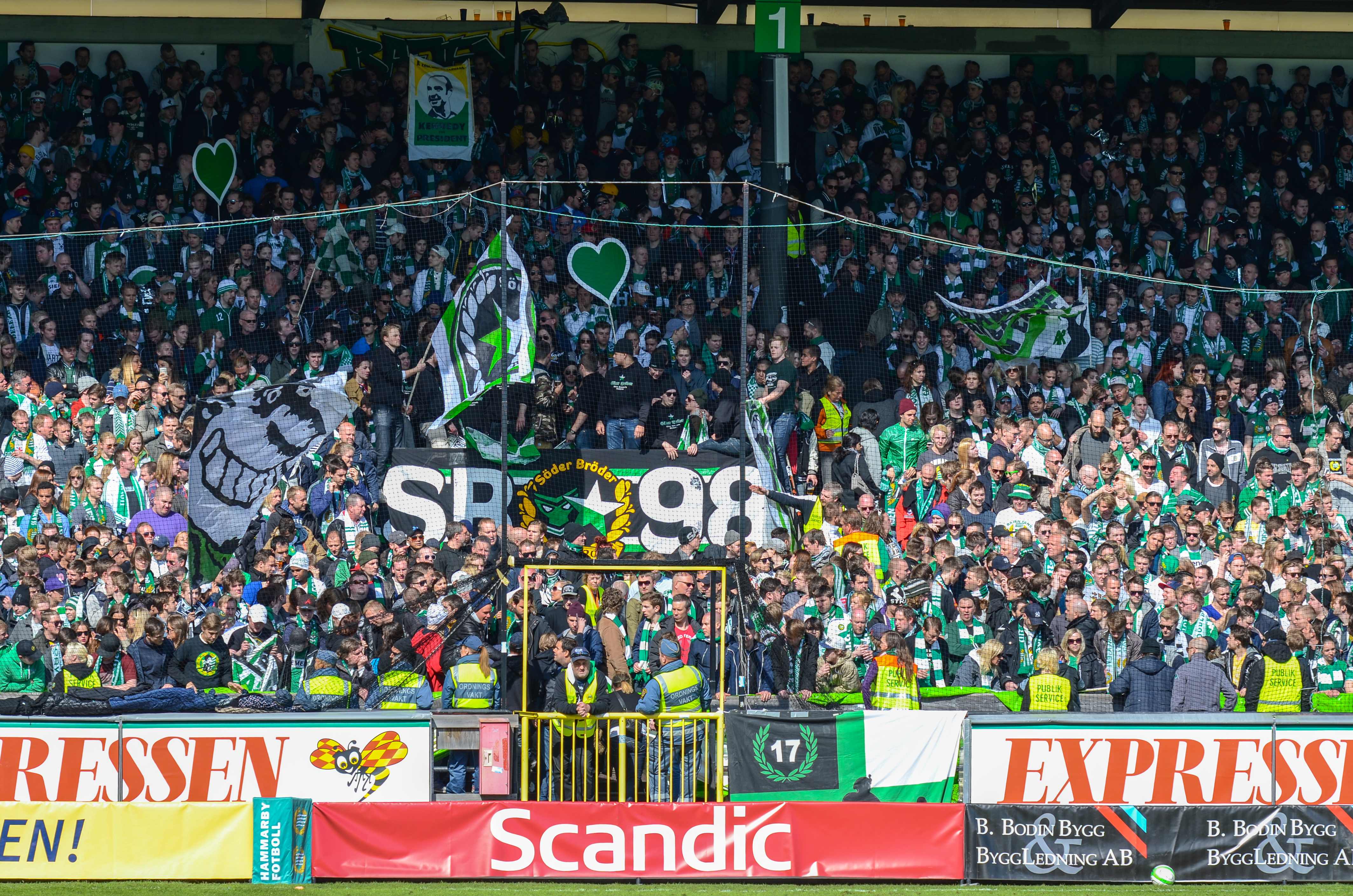
مشجعو هاماربي خلال مباراةٍ للنادي على أرضه أمام نادي فارنامو عام 2013.

لقب النادي هو بايَنْ (Bajen؛ التلفظ السويدي: ‎[ˈbǎjɛn]‏)، ويُكنَّى مشجع النادي بايار (bajare) أو هاماربيار (hammarbyare).
كان يُنظر إلي هامباربي تاريخيًّا على أنه نادٍ غالبيةُ قاعدته الجماهيرية من الطبقة العاملة، وذلك لارتباطه الوطيد بحي سودرمالم بستوكهولم الذي كان معظم ساكنته من الطبقة العاملة. أما اليوم فيملك النادي عشاقًا من جميع طبقات المجتمع السويدي. ووفقًا لاستطلاعٍ للرأي أُجري في عام 2016، فإن جزءًا كبيرًا من قاعدة النادي الجماهيرية تميل إلى دعم السياسات اليسارية وذلك مقارنةً مع جماهير غريميه المحليين أيك ويورغوردينس.
تربط هاماربي بسودرورت [الإنجليزية]، الجزءِ الجنوبي من منطقة ستوكهولم الحضرية، علاقاتٌ وطيدة. فوِفقًا لاستطلاعٍ للرأي أُجري عام 2012، فإن هاماربي هو النادي الأكثر شعبية في سودرورت، حيث اختارته نسبة 40% من سكان المنطقة الذي يملكون ناديًا مفضلًا.
يقع ملعب تدريب النادي، المسمى "أورشتا إيدورتسبلاتس" (Årsta Idrottsplats)، في حيِّ يوهانشوف، بينما لا تزال الفئات العمرية الأكبر من فرق الناشئين تقيم تدريباتها بملعب هاماربي إي بيه.

### الأندية الغريمة
غريما النادي الرئيسيان هما يورغوردينس وأيك سولنا اللذان يقع مقرهما مثلَه بمنطقة ستوكهولم الحضرية. ويتشارك هاماربي ويورغوردينس ملعب تيل2 أرينا منذ عام 2013.

### الحضور الجماهيري
في عام 2019، كان متوسط حضور هاماربي الأعلى في إسكندنافيا كلها في المواسم الستة الأخيرة. ووصل متوسط حضوره لعام 2015 25،507 متفرجين، محطمًا بذلك رقمًا قياسيًا في الدرجة الممتازة لكرة القدم السويدية لم يُحطم منذ عام 1959 عندما وصل متوسط حضور نادي أورغريته 25،490 متفرجًا.
| الموسم | الملعب                  | السعة          | المجموع | الأعلى | الأدنى | المتوسط | المقاعد المشغولة | ملاحظات    |
| ------ | ----------------------- | -------------- | ------- | ------ | ------ | ------- | ---------------- | ---------- |
| 2010   | سادرستانديون            | 12،882         | 102،953 | 11،479 | 4،950  | 6،863   | 53.3%            |            |
| 2011   | سادرستانديون            | 12،882         | 119،299 | 12،801 | 5،669  | 7،953   | 61.7%            |            |
| 2012   | سادرستانديون            | 12،882         | 126،947 | 12،153 | 5،179  | 8 463   | 65.7%            |            |
| 2013   | سادرستاديون وتيل2 أرينا | 12،882 و30،000 | 181،449 | 29،175 | 7،886  | 12،096  | 55%              |            |
| 2014   | تيل2 أرينا              | 30،000         | 306،762 | 31،074 | 11،936 | 20،450  | 68،2%            |            |
| 2015   | تيل2 أرينا              | 30،000         | 382،607 | 30،869 | 18،173 | 25،507  | 85%              |            |
| 2016   | تيل2 أرينا              | 30،000         | 343،281 | 31،756 | 18،119 | 22،885  | 76.3%            |            |
| 2017   | تيل2 أرينا              | 30،000         | 332،052 | 30،671 | 17،403 | 22 136  | 73،4%            |            |
| 2018   | تيل2 أرينا              | 30،000         | 355،194 | 31،810 | 17،896 | 23،679  | 78،9%            |            |
| 2019   | تيل2 أرينا              | 30،000         | 363،481 | 31،337 | 18،475 | 24،232  | 80،8%            |            |
| 2020   | تيل2 أرينا              | 30،000         | 0       | 0      | 0      | 0       | 0%               | [ note 3 ] |

### مناصرون مشاهير

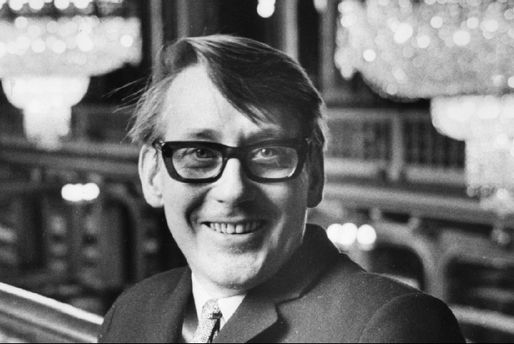
الكاتب والرسام التوضيحي ستيج "سلاس" كلايسون (1928–2008)، أحد أشهر مشجعي هاماربي.

اجتذب هاماربي على مرِّ الأعوام عددًا كبيرًا من المشجعين من صفوف المشاهير، وخاصة من فناني ومثقفي سودرمالم. في عام 1942، أصدرت فنانة التسجيلات الشهيرة أليس بابس نسخةً من أغنية فورات يانغ (Våratgäng؛ أي "عصابتُنا") تحوي كلماتٍ جديدة تتحمور حول نادي هاماربي.
كما كان مشجعًا للنادي المؤلفُ المخضرم بير أنديرس فوغيلستروم الذي دخل عالم النجومية الأدبية بروايته الصادرة عام 1960 بعنوان مينا درمارس ستاد (Mina drömmars stad؛ أي "مدينةُ أحلامي") التي تدور أحداثها حول مجموعة أشخاص من الطبقة العاملة يعيشون في سودرمالم إبان الفترة ما بين 1860 و1880.
وفي عام 1962، ألَّف الكاتب والرسام التوضيحي ستيج كلايسون قصة قصيرة بعنوان سبورترن (Supportern؛ أي "المناصر") يصف من خلالها حبَّه للنادي.
```
كما يشمل مشجعو النادي ممثلي هوليوود الشهيرين 
ألكسندر سكارسجارد
 
وجويل كينمان
 اللذان قد شاركا في 
مشاهد تمثيلية قصيرة
 عديدة هدفها الترويج للنادي.
[
52
]
```

### ثقافة النادي

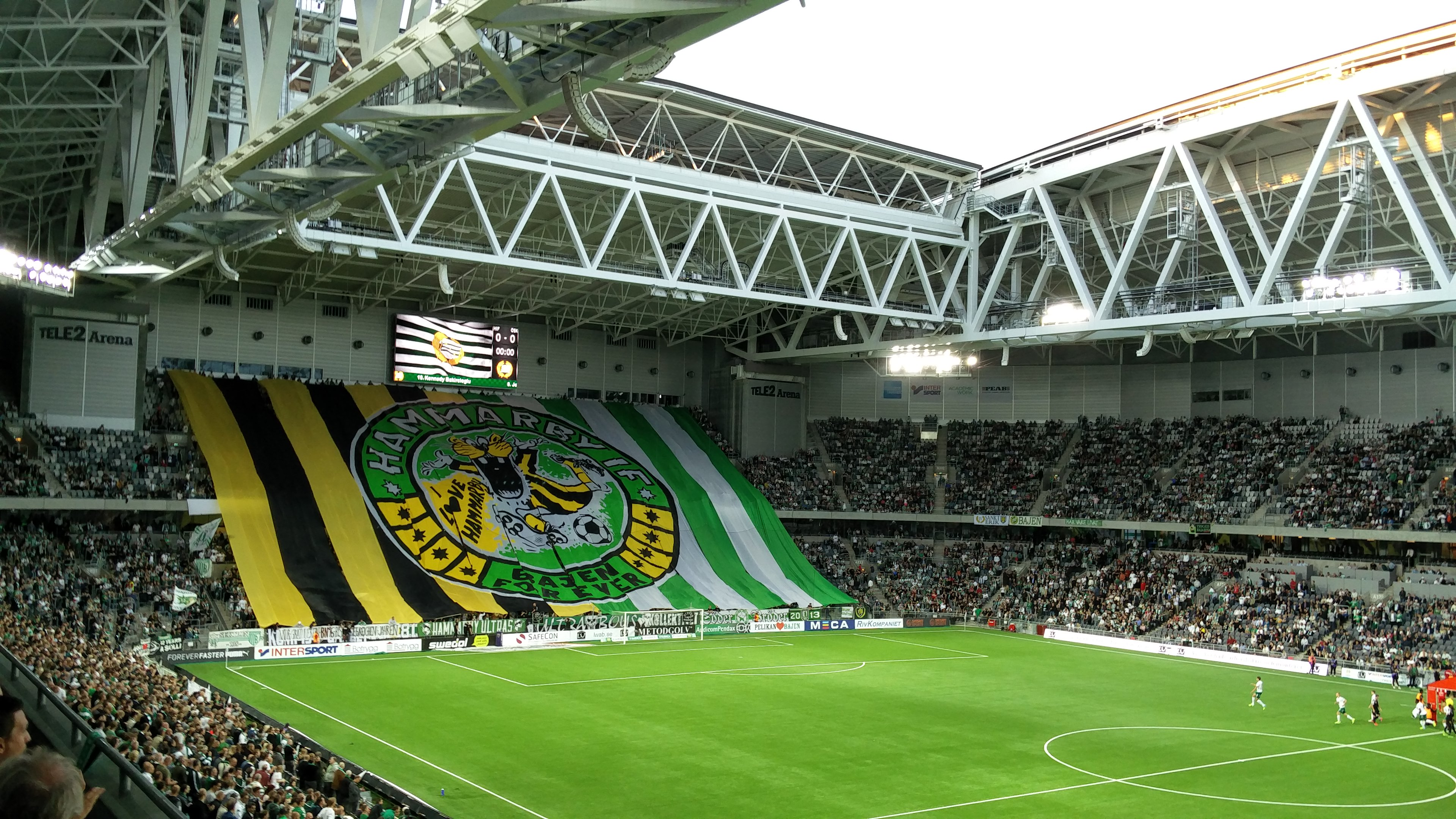
عرض لتيفو من تصميم مشجعي هاماربي خلال مباراة أمام نادي أوربرو عام 2016.

يسمى نشيد النادي الرسمي "يوست إدو آريو ستارك" (Just idag är jag stark؛ أي "الآن أنا قوي"). صدر النشيد عام 1979 وهو من أداء وكتابة الموسيقي السويدي الشهير كينتا غوستافسون. ويُشغَّل تسجيلٌ للنشيد عند دخول الفريق الملعب قُبَيل جميع مباريات النادي على أرضه منذ عام 2004.
تقف وراء النادي عدة مجموعاتِ مناصرين أكبرها مجموعة "باين فانز" (Bajen Fans؛ أي "مناصرو باين") التي تخطى عدد أعضائها في عام 2012 6،000 مناصر وهي أحد أكبر مجموعات المناصرين في إسكندنافيا كلها. يملك هاماربي عددًا من مجموعات الألتراس منها "هاماربي ألتراس" و"ألترا بويز" و"سودر برودر" و"إي 1 ألتراس"، وتتعاون هذه المجموعات في تنظيم لوحات التيفو الفنية على مدرجات ملعب النادي. وقد تُوجت مجموعة "هاماربي ألتراس" بجائزة "تيفو العام" المقدمة من طرف الاتحاد السويدي في مناسبتين عامي 2000 و2005.
يُعرف النادي بمناصريه الخاصبين الذين كانوا أول من أدخل أناشيد كرة القدم إلى المدرجات السودية في 1970، متأثرين بجماهير إنجلترا. في نهائيات عام 1982 أمام غوتبورغ، جذبت جماهير هاماربي الانتباه عندما أحضرت فرقة سامبا لتقوم بأداء حي في المدرجات رفقةَ أناشيدهم مستوحيةً ذلك من جماهير أمريكا الجنوبية. وفي عام 2008، صنفت قناة سيتانتا سبورتس [الإنجليزية] الرياضية ملعبَ سودرمالم (ملعب هاماربي حينها) في المرتبة الحادية عشر في قائمتها لأصخب ملاعب العالم.
في كل موسم، وقبيل انطلاقة أولى مبارايات هاماربي في الدوري على أرضه، يجتمع آلاف المشجعين عند ساحة ميدبورغاربلاتسن [الإنجليزية] في حي سودرمالم. ثم يسيرون معًا عبر شارع غوتغتان مارّين بجسر سكانستولسبرون [الإنجليزية] قبل أن يصلوا إلى الملعب بيوهانشوف. ويمارس هذا التقليد منذ عام 1998 ويشارك فيه سنويًّا ما يقدر بـ15،000 إلى 20،000 مشجع.

## اللاعبون

### التشكيلة الحالية
آخر تحديث 26 يناير 2021.
ملاحظة: تشير الأعلام إلى المنتخب الوطني على النحو المحدد في قواعد الأهلية للفيفا. قد يحمل اللاعبون أكثر من جنسية واحدة غير تابعة للفيفا.
| الرقم | البلد        | المركز | اللاعب                     |
| ----- | ------------ | ------ | -------------------------- |
| 1     | الدنمارك     | حارس   | ديفيد أوستيد               |
| 2     | السويد       | مدافع  | سيمون ساندبرغ              |
| 3     | السويد       | مدافع  | دينيس ويدجرين              |
| 4     | السويد       | مدافع  | ريتشارد ماكيار             |
| 5     | السويد       | مدافع  | ديفيد فالمان (نائب القائد) |
| 6     | السويد       | وسط    | داريان بويانيتش            |
| 7     | السويد       | وسط    | عماد خليلي                 |
| 8     | الدنمارك     | وسط    | ييبي أندرسن (القائد)       |
| 9     | البرازيل     | مهاجم  | باولينيو غيريرو            |
| 11    | الجبل الأسود | وسط    | فلاديمير روديتش            |
| 13    | الدنمارك     | مدافع  | مادس فنغير                 |
| 14    | السويد       | مدافع  | تيم سودرستروم              |
| 16    | السويد       | مهاجم  | غوستاف لودويغسون           |
| 17    | السويد       | وسط    | عبد الرحمن خليلي           |

| الرقم | البلد    | المركز | اللاعب               |
| ----- | -------- | ------ | -------------------- |
| 18    | السويد   | مهاجم  | فلينستون موانا       |
| 20    | السويد   | وسط    | ألكسندر كاتشانيكليتش |
| 24    | السويد   | حارس   | أوليفر نونييلو دوفين |
| 25    | السويد   | حارس   | دافور بلازفيتش       |
| 28    | البرازيل | مدافع  | جان كارلوس دي بريتو  |
| 30    | العراق   | مدافع  | مهند جعاز            |
| 31    | السويد   | وسط    | أيمار شير            |
| 33    | نيجيريا  | وسط    | أكينكونمي آمو        |
| 35    | السويد   | مدافع  | أكسل سيوبرغ          |
| 42    | السويد   | مهاجم  | مايكل لادو           |
| –     | آيسلندا  | مدافع  | يون غوني فيولوسون    |
| –     | غانا     | وسط    | أبدول هليك هولو      |
| –     | السويد   | مهاجم  | أستريت سلماني        |

### لاعبو آخرون
آخر تحديث 27 يناير 2021.
ملاحظة: تشير الأعلام إلى المنتخب الوطني على النحو المحدد في قواعد الأهلية للفيفا. قد يحمل اللاعبون أكثر من جنسية واحدة غير تابعة للفيفا.
| الرقم | البلد      | المركز | اللاعب           |
| ----- | ---------- | ------ | ---------------- |
| 29    | ساحل العاج | مهاجم  | لو باييري جونيور |
| 32    | ساحل العاج | مدافع  | عزيز أوتارا محمد |
| –     | السويد     | مدافع  | لودفيغ سفانبيرغ  |
| –     | السويد     | مهاجم  | ليون هيين        |

| الرقم | البلد   | المركز | اللاعب                                       |
| ----- | ------- | ------ | -------------------------------------------- |
| –     | نيجيريا | وسط    | أولواتوبي أبمبولا (معار من أكاديمية أويسكيم) |
| –     | نيجيريا | وسط    | أولاتومي أولانيان (معار من نادي سيدوس)       |
| –     | نيجيريا | وسط    | ديفيد أنكي (معار من نادي سيدوس)              |
| –     | نيجيريا | مهاجم  | مييكام زووكي ميفا (معار من أكاديمية أويسكيم) |

### اللاعبون المعارون
آخر تحديث 26 يناير 2021.
ملاحظة: تشير الأعلام إلى المنتخب الوطني على النحو المحدد في قواعد الأهلية للفيفا. قد يحمل اللاعبون أكثر من جنسية واحدة غير تابعة للفيفا.
| الرقم | البلد  | المركز | اللاعب                                           |
| ----- | ------ | ------ | ------------------------------------------------ |
| 26    | السويد | مدافع  | كايي بيوركلوند (إلى فالكنبرغ حتى 30 ديسمبر 2021) |

### أرقام محجوبة
10 – كندي بكرجيكلو (حتى 2029)
12 – مناصرو النادي

### لاعبين بارزين
انظر أيضًا: تصنيف:لاعبو نادي هاماربي.

### لاعبون ملحوظون
معايير القائمة:

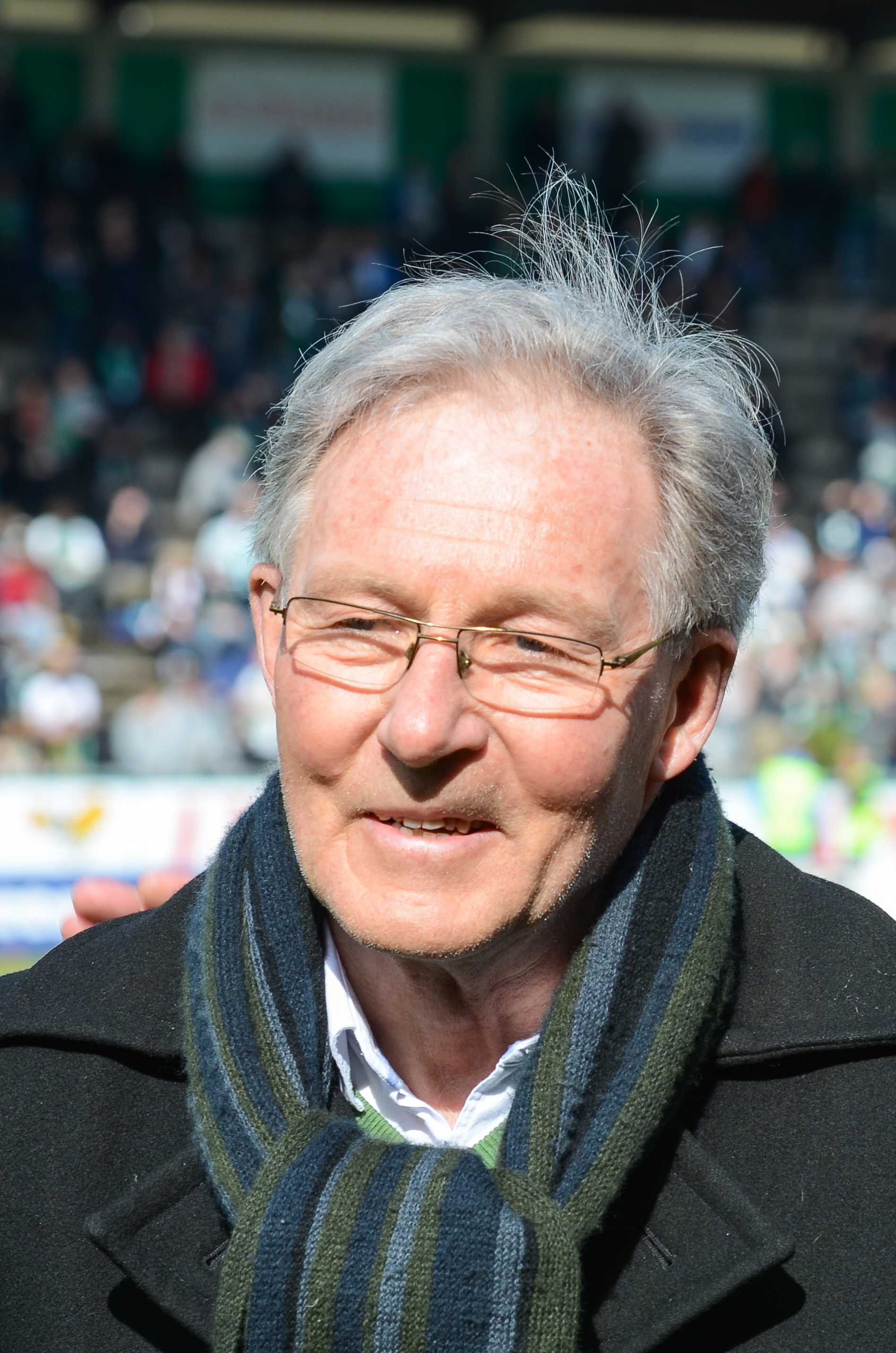
كينيث أولسون اللاعب الأكثر مشاركة مع هاماربي بمجموع 396 مباراة.

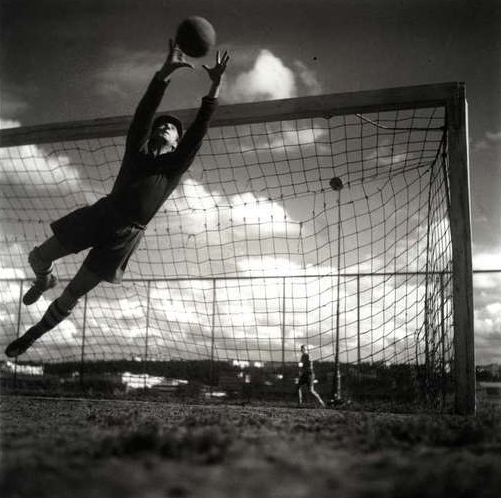
مثل لاعب هاماربي سفن بيركفيست المنتخبَ السويدي في 35 مناسبة في الفترة ما بين 1935 و1943.

- شارك اللاعب في 300 مباراة في جميع المسابقات مع النادي، أو
- فاز اللاعب بجائزة أفضل لاعب سويدي،[61] أو كُرم في قاعة مشاهير كرة القدم السويدية،[62] أو فاز بجائزة هداف الدوري السويدي الممتاز،[63] أو
- اختير اللاعب ضمن أهم عشر شخصيات في تاريخ النادي في التصويت الرسمي الذي شارك قام به المناصرون عام 2004.[64]

| الاسم            | الجنسية | مسيرته مع هاماربي    | المشاركات | الأهداف | جائزة أفضل لاعب سويدي | قاعة المشاهير | هداف الدوري | اختير ضمن أهم عشر شخصيات |
| ---------------- | ------- | -------------------- | --------- | ------- | --------------------- | ------------- | ----------- | ------------------------ |
| سفن بيركفيست     | السويد  | 1932–1946            | 212       | 0       |                       |               |             | أجل                      |
| لينارت سكوغلاند  | السويد  | 1946–1949 1964–1967  | 113       | 28      |                       | أجل           |             | أجل                      |
| روني هيلستروم    | السويد  | 1966–1974            | 169       | 0       | 1971 1978             | أجل           |             | أجل                      |
| كينيث أولسون     | السويد  | 1966–1983            | 396       | 83      |                       |               |             | أجل                      |
| ماتس فيرنر       | السويد  | 1971–1984            | 251       | 46      |                       |               | 1979        |                          |
| بيلي أولسون      | السويد  | 1972–1978 1980–1986  | 219       | 94      |                       |               | 1980 1984   | أجل                      |
| كلاس يوهانسون    | السويد  | 1975–1989            | 312       | 6       |                       |               |             | أجل                      |
| أولف أريكسون     | السويد  | 1979–1983 1985–1989  | 176       | 55      |                       |               |             | أجل                      |
| ستن أوف رامبرغ   | السويد  | 1979–1989            | 250       | 14      |                       |               |             | أجل                      |
| لارش إريكسون     | السويد  | 1985 –1988 1998–2001 | 123       | 0       |                       |               |             | أجل                      |
| ميكائيل هيلستروم | السويد  | 1990–2005            | 301       | 18      |                       |               |             |                          |
| كندي بكرجيكلو    | السويد  | 1999–2003 2012–2018  | 269       | 79      |                       |               |             | أجل                      |

## الإدارة

### هيكل الإدارة
آخر تحديث 8 مارس 2018.
| الوظيفة              | الإسم            |
| -------------------- | ---------------- |
| الرئيس               | ريتشارد فون يكول |
| السكرتير             | بيورن اكبلوم     |
| الرئيس التنفيذى      | هنريك كيندلوند   |
| نائب الرئيس التنفيذي | ماركوس نيلسون    |
| المدير الرياضي       | جيسبر جانسون     |
| المدير الفني         | علا لارسون       |
| رئيس الكشافة         | ميكائيل هيلمبرج  |
| رئيس أكاديمية الشباب | جواكيم ريدبيرج   |
| مدرب الاكاديمية      | مارتن سوندجرين   |
| رئيس عمليات النادي   | بيتر كليف        |

## الكادر الفني
آخر تحديث 28 أكتوبر 2020.
| المُهمّة                        | الاسم                |
| ----------------------------- | -------------------- |
| المدير الفني                  | ستيفان بيلبورن       |
| مساعد مدرب                    | يواكيم بيوركلوند     |
| مدرب حارس المرمى              | ميكائيل "ميل" أولسون |
| مديري الفريق                  | أتينا جيرونتيدو      |
| مديري الفريق                  | وضّاع التميمي         |
| محللو البيانات                | ديفيد سامتر          |
| محللو البيانات                | فران بيرالتا         |
| مدير المعدات                  | أندرس بيتين          |
| أَخِصَّائيّ العلاج الطبيعي         | كريستيان أندرسون     |
| أَخِصَّائيّ العلاج الطبيعي         | ماغنوس سفارد         |
| أَخِصَّائيّ العلاج الطبيعي         | لودفيج أكسلسون       |
| مدرب فريق تحت 19 سنة          | فريدريك سامويلسون    |
| مدرب فريق 17 سنة              | جوناس هولتباك        |
| مدرب حارس مرمى تحت 19 و17 سنة | غوستاف شوتز دالستروم |

### التاريخ التدريبي
| الفترة    | المدرب                  |
| --------- | ----------------------- |
| 1920      | هاري بتروورث            |
| 1922      | سفين جوهانسون           |
| 1923–1924 | ويلي ميسل               |
| 1936–1937 | أوللي هولكينج           |
| 1938–1939 | ويلي وولف               |
| 1939–1940 | جوستاف مارتينسون        |
| 1940–1944 | بير كوفيلدت             |
| 1944–1946 | سفين بيرجكفيست          |
| 1947–1950 | فولك آدمسون             |
| 1951      | أكي أندرسون فولك آدمسون |
| 1951–1961 | فولك آدمسون             |
| 1962–1963 | رون لارسون فولك آدمسون  |
| 1964–1965 | فولك آدمسون             |
| 1966      | جورج كريمر              |
| 1967–1971 | لارس-غوستا              |
| 1972      | يان هولمبرغ             |
| 1973–1974 | أولي نيستروم            |
| 1975–1977 | بيورن بولينج            |
| 1978      | توم توريسون             |
| 1979–1981 | بينغت جوستافسون         |

| الفترة    | المدرب                |
| --------- | --------------------- |
| 1982–1984 | بينغت بيرسون          |
| 1985      | بيورن بولينج          |
| 1986      | لارس واس              |
| 1987–1988 | هانز باك              |
| 1989–1992 | كينيث أولسون          |
| 1993–1995 | تومي ديفيدسون         |
| 1996      | جوران جورانسون        |
| 1997–1999 | رولف زيتيرلوند        |
| 1999–2001 | سورين كراتز           |
| 2002–2006 | أندرس ليندروث         |
| 2007–2009 | توني جوستافسون        |
| 2009      | توم اهلوند (مؤقت)     |
| 2010      | مايكل بورغكفيست       |
| 2010      | يسبر بلومكفيست (مؤقت) |
| 2010–2011 | روجر فرانزين          |
| 2011      | روجر ساندبرغ (مؤقت)   |
| 2012–2013 | غريغ برهالتر          |
| 2013      | توماس دينيربي (مؤقت)  |
| 2014–2016 | ناني بيرجستراند       |
| 2017      | جاكوب ميكلسن          |
| 2018–     | ستيفان بيلبورن        |

## الألقاب

### المحلية
- بطل السويد
  - الفائز (1): 2001

#### الدوريات
- الدوري السويدي الممتاز
  - الفائز (1): 2001
  - الوصيف (2): 1982، 2003
- سوبرتان
  - الفائز (1): 2014
- الدرجة 1
  - الفائز (3): 1989، 1993، 1997
  - الوصيف (1): 1996
- الدرجة 1 الشرقية
  - الفائز (1): 1991

#### الكؤوس
- كأس السويد
  - الوصيف (3): 1976–77، 1982–83، 2010
- البطولة السويدية
  - الوصيف (1): 1922

#### الألقاب الأوروبية
- كأس إنترتوتو
  - الفائز (1): 2007[68]

### كرة الصالات
- بطولة السويد لكرة الصالات
  - الفائز (1): 1994[69]
- دوري كرة الصالات السويدي
  - الفائز (1): 2019–20[69]
    - الوصيف (1): 2018–19[70]

## المشاركات الدولية

### المباريات الأوروبية
| الموسم  | المنافسة             | الجولة                | الدولة              | النادي                | أ.  | خ.  | إجم.      | ملاحظات |
| ------- | -------------------- | --------------------- | ------------------- | --------------------- | --- | --- | --------- | ------- |
| 1983–84 | كأس الكؤوس الأوروبية | الجولة الأولى         | ألبانيا             | تيرانا                | 4–0 | 1–2 | 5–2       |         |
| 1983–84 | كأس الكؤوس الأوروبية | الجولة الثانية        | فنلندا              | هكا                   | 1–1 | 1–2 | 2–3       |         |
| 1985–86 | كأس الاتحاد الأوروبي | الجولة الأولى         | بلغاريا             | بيرين بلاغويفغراد     | 3–1 | 4–0 | 7–1       |         |
| 1985–86 | كأس الاتحاد الأوروبي | الجولة الثانية        | إسكتلندا            | سانت ميرين            | 3–3 | 2–1 | 5–4       |         |
| 1985–86 | كأس الاتحاد الأوروبي | الجولة الثالثة        | ألمانيا الغربية     | كولن                  | 2–1 | 1–3 | 3–4       |         |
| 1999    | كأس إنترتوتو         | الجولة الثانية        | بيلاروس             | غوميل                 | 4–0 | 2–2 | 6–2       |         |
| 1999    | كأس إنترتوتو         | الجولة الثالثة        | هولندا              | هيرنفين               | 0–2 | 0–2 | 0–4       |         |
| 2002–03 | دوري أبطال أوروبا    | الدور التأهيلي الثاني | صربيا والجبل الأسود | بارتيزان              | 1–1 | 0–4 | 1–5       |         |
| 2004–05 | كأس الاتحاد الأوروبي | الدور التأهيلي الثاني | آيسلندا             | ابروتاباندلاج أكرانيس | 2–0 | 2–1 | 4–1       |         |
| 2004–05 | كأس الاتحاد الأوروبي | الجولة الأولى         | إسبانيا             | فياريال               | 1–2 | 0–3 | 1–5       |         |
| 2007    | كأس إنترتوتو         | الجولة الأولى         | جزر فارو            | كلاكسفيك              | 1–0 | 2–1 | 3–1       |         |
| 2007    | كأس إنترتوتو         | الجولة الثانية        | جمهورية أيرلندا     | كورك سيتي             | 1–1 | 1–0 | 2–1       |         |
| 2007    | كأس إنترتوتو         | الجولة الثالثة        | هولندا              | أوترخت                | 0–0 | 1–1 | (خ.د.)1–1 | الفائز  |
| 2007–08 | كأس الاتحاد الأوروبي | الدور التأهيلي الثاني | النرويج             | فريدريكستاد           | 2–1 | 1–1 | 3–2       |         |
| 2007–08 | كأس الاتحاد الأوروبي | الجولة الأولى         | البرتغال            | سبورتينغ براغا        | 2–1 | 0–4 | 2–5       |         |
| 2020–21 | الدوري الأوروبي      | الدور التأهيلي الأول  | المجر               | بوشكاش أكاديميكا      | 3–0 | —   | —         |         |
| 2020–21 | الدوري الأوروبي      | الدور التأهيلي الثاني | بولندا              | لخ بوزنان             | 0–3 | —   | —         |         |

## إحصائيات
- بلغت أعلى نسبة حضور في ملعب روسوندا: 35,929 أمام IFK يدينغو  [لغات أخرى]‏ في يوم 14 سبتمبر 1941.
- بلغت أعلى نسبة حضور في ملعب تيل2 أرينا: 31,810 أمام نادي هكن في يوم 4 نوفمبر 2018. [71]
- بلغت أعلى نسبة حضورر في سودرستاديون: 22,000 أمام نادي غوتبورغ في يوم 31 أكتوبر 1982.
- أكبر نتيجة فوز في الدوري السويدي: 7-0 على نادي هالمستاد في 1 أكتوبر 1972، و7-0 على Enköpings SK في 29 سبتمبر 2003.
- أكبر نتيجة خسارة في الدوري السويدي: 1–9 من نادي يورغوردينس في 13 أغسطس 1990، و0-8 من نادي غوتبورغ في 2 يونيو 1925.
- هداف الدوري: بيلي أولسون 94 هدف (لعب من 1972-1986).
- الأكثر ظهورًا (تشمل المباريات خارج الدوري): كينيث "كينتا" أولسون 400 مبارة (لعب من 1966-1983).

## أقسام أخرى

### السيدات

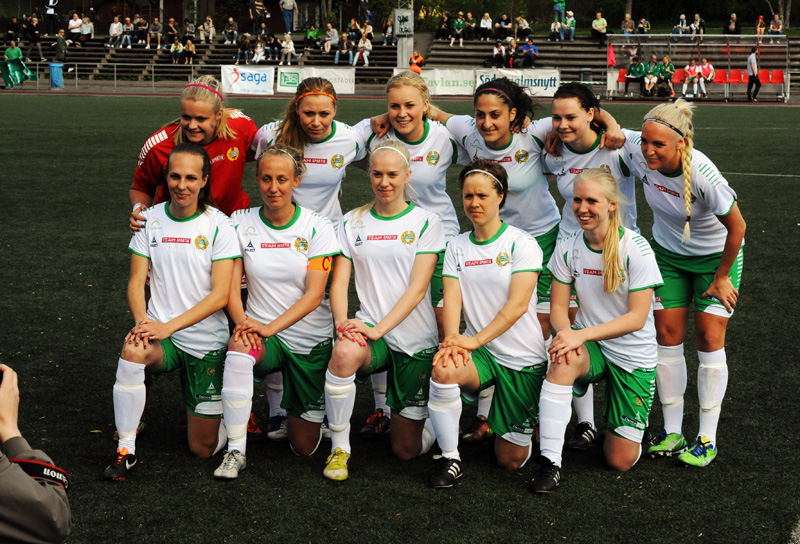
قبل مبارة نادي ألتا IF عام 2013.

نادي هاماربي IF DFF هو نادي كرة قدم النسائي تابع لنادي هاماربي. تأسس النادي لأول مرة في عام 1970، وهو نادي تابع لنادي هاماربي. أعيد تنظيم النادي في عام 1999، وقسم جميع الأقسام الأساسية إلى منظمة شاملة. دمج هاماربي IF DFF مع نادي هاماربي قبل بداية موسم 2017. 
فاز هاماربي بالدوري السويسري للسيدات في عام 1985، وكأسين محليين في عامي 1994 و1995. وكان أيضًا وصيف البطولة في عام 1994. وكان الفريق وصيف الكأس في النسخ الثلاث الأولى (1981-1983). الملعب الرئيسي ‏ لفريق السيدات هو هاماربي IP ‏، ولعب النادي بعض المباريات التنافسية في ملعب Zinkensdamms IP وملعب تيل2 أرينا.

### كرة الصالات
أعلن هاماربي في مايو 2016 أنه سيؤسس فريق كرة قدم للصالات للرجال. يلعب هاماربي مبارياته على أرضه في ملعب إريكسدالسالين. لغب الفريق في دوري الدرجة الثانية السويدية خلال موسم الافتتاح،  وفاز هاماربي بتذكرة الصعود إلى الدوري السويدي لكرة الصالات في عام 2017. 

## استشهاد
- Persson, Gunnar (1996). Hammarby IF: En klubbhistoria 1897–1997 (بالسويدية). Strömbergs Bokförlag. ISBN:91-7151-097-4.

## وصلات خارجية
- الموقع الرسمي